# Mustafa Khan
- Pel kan de Xirvan vegeu Mustafà Khan (Xirvan)

Mustafa Khan fou kan de l'Horda Blava i es diu que breument kan de l'Horda d'Or. Hauria succeït vers 1431 a Muhammad Khan.
Al Tarikh-i-Abulkhair Abu l-Khayr apareix sobtadament vers el 1431 de retorn d'una expedició contra Mustafà Khan, al que va derrotar, retornant victoriós i dividint el botí entre els amirs. Va lluitar contra els timúrides que dominaven a Sighnak. Mustafa va fer una expedició a l'Horda d'Or el 1445 i alguns pensen que va arribar a assolir el poder. Va morir en aquesta expedició (vers 1445-1446) i Abu l-Khayr es va apoderar dels seus territoris i va fundar el kanat Uzbek.